# مجموعة أليندا
مجموعة أليندا هي مجموعة ديناميكية من الكويكبات مع محور شبه رئيسي تقريبا 2.5 وحدة فلكية والانحراف المداري ما بين 0.4 و 0.65. على سبيل المثال 887 أليندا والذي اكتشفه ماكس وولف عام 1918.
تقوم هذه المجموعة بواسطة الرنين المداري 3:1 مع المشتري مما يؤدي إلى قربها من صدى 4:1 مع الأرض. وقد إزداد أحد وجوه هذا الصدى بشكل مطرد شدة انحرافه المداري عن طريق تفاعلات الجاذبية مع المشتري إلى أن تتلاقى في النهاية مع كوكب داخلي يكسر الرنين.

## عواقب مجموعة أليندا
أحد عواقب مجموعة أليندا عند اقترابها من الأرض حيث يؤدي هذا الوضع إستمراره لعقود. واعتبارا من عام 2010 تم ملاحظة الكويكب أليندا (1915 كيتزالكواتل) مرة واحدة فقط عام 1985.
ومن العواقب الأخرى أن بعض هذه الكويكبات تصنع نهج متكرر نسبيا بالقرب من الأرض مما يجعلها مواضيع جيدة للدراسة بواسطة الرادار القائم على الأرض. ومن الأمثلة على ذلك 4179 توتاتيس و6489 قوليفكا.